# Sattley (California)
Sattley es un lugar designado por el censo (en inglés, census-designated place, CDP) situado en el condado de Sierra, California, Estados Unidos. Según el censo de 2020, tiene una población de 44 habitantes.

## Geografía
La localidad está ubicada en las coordenadas 39°37′48″N 120°26′14″O / 39.63000, -120.43722 (39.629945, -120.437275).